# Ataque a la catedral de Ghazanchetsots (2020)
El ataque a la catedral de Ghazanchetsots ocurrió el 8 de octubre de 2020 en la localidad de Şuşa, dentro de la autoproclamada República de Artsaj. Armenia y Azerbaiyán se acusan mutuamente de ser el autor del ataque, que forma parte de la escalada de la guerra del Alto Karabaj.

## Impacto
El Ministerio de Relaciones Exteriores de Armenia emitió un comunicado oficial en el que lo describió como «otro crimen del liderazgo político-militar de Azerbaiyán... esta acción encaja plenamente en su política de armofobia desarrollada durante décadas. Azerbaiyán, que ha aniquilado por completo el patrimonio cultural armenio en Najicheván y en otros partes de la patria histórica del pueblo armenio, ahora durante la agresión militar en curso contra [la República de] Artsaj está tratando de privar a los armenios de Artsaj de su patria y memoria histórica». El Ministerio de Defensa de Azerbaiyán negó oficialmente su participación, mientras que el gobierno de Azerbaiyán mediante la agencia de noticias oficialista afirmó que Armenia estaba detrás del ataque.

## Heridos
Un periodista ruso resultó gravemente herido por el segundo ataque, y diez civiles resultaron heridos. Se informó que había niños dentro de la iglesia cuando ocurrió el ataque.

## Reacciones
La Comisión de los Estados Unidos para la Libertad Religiosa Internacional (USCIRF) escribió que están «consternados al saber que la catedral de Ghazanchetsots fue gravemente dañada por los combates en Alto Karabaj, y pide la salvaguardia de los lugares de culto y los lugares religiosos, particularmente en medio de la actual violencia».
Se envió una carta a la UNESCO, en la que el Ministerio de Educación, Ciencia, Cultura y Deporte de Armenia pedía «condenar el bombardeo selectivo de Ghazanchetsots en Şuşa por las fuerzas azerbaiyanas».